# Standing NATO Mine Countermeasures Group 2

Emblem der SNMCMG2

Die Standing Mine Countermeasures Group 2 (SNMCMG2) ist ein NATO-Marineverband und Teil der NATO Response Force (NRF). Er ist wie die Standing NATO Mine Countermeasures Group 1  ein Verband von Minenabwehrfahrzeugen. Er setzt sich aus zumeist sieben Minenlegern und Minenabwehrschiffen sowie einem Führungs- und Versorgungsschiff zusammen. Beteiligt sind die NATO-Mitglieder Deutschland, Italien, Spanien, Griechenland, Türkei, Belgien, Großbritannien und die USA.
Am 27. Mai 1999 wurde der Verband als  Mine Countermeasures Force  Mediterranean (MCMFORMED) als ständig operierende Minenabwehrverband (mine countermeasure) aufgestellt. Zwischen dem 3. September 2001 und dem 1. Januar 2005 hieß er Mine Countermeasures Force South (MCMFORSOUTH).

## Organisation
Das Kommando über den Verband rotiert unter den beteiligten Nationen, der Commander des SNMCMG2 (COM SNMCMG2) untersteht dabei dem Commander of Component Command Maritime Naples. Das Hauptoperationsgebiet ist das Mittelmeer und untersteht somit dem operativen Hauptkommando Allied Joint Force Command Naples in Neapel. Seit dem 1. Januar 2005 ist der Verband Teil der schnellen Eingreiftruppe der NATO (NRF) und kann von dieser zu Einsätzen in aller Welt herangezogen werden. Außerhalb dieser Einsätze geht der Verband weiterhin seinen normalen Aufgaben nach. Vor dieser Neueinordnung war der Verband bereits als schnelle Eingreiftruppe ausschließlich für den Mittelmeerraum zuständig.
Die Änderung des Namens zu Mine Countermeasures Force South geschah in Anpassung an die Bezeichnung des Mine Countermeasures Force North Western Europe (MCMFORNORTH), dem Pendant mit Zuständigkeit Nordeuropa, also der jetzigen Standing NATO Mine Countermeasures Group 1.

## Einsätze
Neben Hafenbesuchen und der Darstellung der NATO-Präsenz auf See nimmt der Verband an Einsatzübungen der NATO und der Partnerschaft für den Frieden unter wechselnder Zusammensetzung der beteiligten Marineeinheiten teil.
1999 und 2000 übernahm der Verband bei den Operationen Allied Harvest und Allied Harvest II neben der Mine Counter Measures Force North Western Europe  (MCMFORNORTH) das Suchen und die Unschädlichmachung von Munition in der Adria.